# Стамбеков, Турганбек Мухаметкалиевич
Турганбек Мухаметкалиевич Стамбеков (1961 — 25 декабря 2012) — представитель высшего командования КНБ Республики Казахстан, полковник, заместитель председателя КНБ, исполняющий обязанности директора Пограничной Службы Республики Казахстан (июнь — декабрь 2012).

## Биография
Турганбек Стамбеков родился в 1961 году в селе село Чилик, Чиликский район, Алматинская область, Казахская ССР.
В 1979 году поступил на обучение в Алма-Атинское высшее командное училище пограничных войск КГБ СССР, которое окончил в 1983 году.
С 1983 по 1989 годы служил в Панфиловском (с 1992 года Жаркентский) пограничном отряде последовательно на должностях заместителя начальника пограничной заставы «Смирновка» и начальника пограничной заставы «Усёкская».
С 1989 по 1994 годы проходил службу на должностях заместителя и коменданта ПК Хоргос (Панфиловского до 1992 года) Жаркентского пограничного отряда. С 1994 по 1996 г. в г. Алматы командовал комендатурой охраны и обеспечения, далее начальник штаба Курчумского пограничного отряда и начальник штаба Ушаральского пограничного отряда.
В 1996 году был откомандирован в Республику Таджикистан на должность командира сводного стрелкового батальона Вооружённых сил Казахстана, который занимался охраной таджико-афганской границы в период гражданской войны в Таджикистане. Во время прохождения службы в Таджикистане попал в серьёзное ДТП (бронетранспортёр, в котором он ехал, перевернулся на горной дороге), в результате чего получил тяжёлую травму позвоночника, переломы рёбер и был временно парализован.
С 1998 по 2004 годы — занимал должность заместителя начальника Военного института КНБ.
В 2000 году окончил Академию Федеральной пограничной службы России.
С 2004 по 2008 годы — проходил службу на должности командира Чунджинского пограничного отряда.
С 2008 по 2009 годы — начальник штаба регионального управления «Шығыс» («Восток») Пограничной службы КНБ.
С 2009 по 2011 годы — начальник регионального управления «Оңтүстік» («Юг»).
С 2011 по 13 июня 2012 года — первый заместитель директора Пограничной службы — начальник Главного штаба.
После инцидента на пограничном посту Арканкерген, 13 июня 2012 года указом Президента Республики Казахстан Стамбеков был назначен временно исполняющим обязанности директора Пограничной службы. Из-за данного трагического происшествия, главой государства была поставлена Стамбекову задача по кардинальному реформированию пограничной службы. Под руководством Стамбекова был разработан и предоставлен на согласование Мажилисом Казахстана новый законопроект «О государственной границе Казахстана», который был одобрен 12 декабря 2012 года.
25 декабря 2012 года, Стамбеков с супругой Сауле Айтмуханбековной и группой высокопоставленных офицеров Пограничной службы, погибли в авиационной катастрофе под Шымкентом

## Награды
За вклад в становление Пограничной службы КНБ Республики Казахстан, Стамбеков был награждён орденом орденом Айбын 2-й степени и 25 правительственными медалями.
Указом Президента Казахстана, Стамбеков был посмертно награждён орденом Айбын 1-й степени.

## Семья
Сын Алмас (1986 г.р.) и дочь Хамида (1993 г.р.).